# Marcel Salva
Marcel Salva   (El Biar, 3 d'octubre de 1922 - Aubenàs, 19 de desembre de 2005) fou un futbolista franco-algerià de la dècada de 1940.
Fou 13 cops internacional amb la selecció de França.
Pel que fa a clubs, destacà a AS Saint-Eugène i RC París.